# دينيسي ميشيل
دينيسي ميشيل (بالإنجليزية: Denise Michele)‏ هي بلاي ميت وممثلة أمريكية، ولدت في 12 يونيو 1953 في سان فرانسيسكو في الولايات المتحدة.

## وصلات خارجية
- دينيسي ميشيل على موقع IMDb (الإنجليزية)
- دينيسي ميشيل على موقع قاعدة بيانات الفيلم (الإنجليزية)